# Белоусов, Константин Игоревич
Константи́н И́горевич Белоу́сов (род. 9 сентября, 1971, г. Талды-Курган, Казахская ССР, СССР) — российский лингвист, доктор филологических наук. Профессор кафедры теоретического и прикладного языкознания филологического факультета ПГНИУ и кафедры социальных коммуникаций НИ ТГУ, научный руководитель лаборатории социокогнитивной и компьютерной лингвистики ПГНИУ , научный руководитель IT-компании «Хьюмен Семантикс».

## Биография
В 1988 году окончил специализированную физико-математическую школу-интернат при Новосибирском государственном университете.
В 2000 году окончил филологический факультет Бийского государственного педагогического института.
Кандидатская диссертация «Форма текста в деятельностном освещении (теоретико-экспериментальное исследование)» (2002) выполнялась на кафедре русского языка Бийского государственного педагогического университета.
В 2006 году защитил докторскую диссертацию «Деятельностно-онтологическая концепция формообразования текста» в Алтайском государственном университете.
С 2013 года принят профессором кафедры общего и славянского языкознания филологического факультета Пермского университета (ПГНИУ).

## Научная деятельность
Сфера научных интересов: когнитивные науки, компьютерная лингвистика, экспертные и машинные методы анализа текста, поведение человека в машинно-генерируемых средах.
Направления исследований:
- Экспертный и машинный анализ текстовых массивов масс-медиа и многопараметрическое моделирование процессов коммуникации. Данное направление развивается на основе методов и программных средств. Для экспертного анализа и создания предобученных моделей используется ИС «Семограф», для визуальной аналитики — платформа SciVi [1][2][3][4][5][6][7][8].
- Геоконцептология в контексте региональной, национальной и глобальной идентичностей. Направление связано с разработкой теоретико-методологического базиса исследования ментальных пространств на материале «наивных» карт, отражающих представления человека и социума о разных типах пространства и связанных с ним знаниями, представлениями, стереотипами, ценностями, способами репрезентации на уровне графических, языковых, культурных, социально-демографических кодов[9][10][11][12][13].
- Виртуальная реальность и осязаемые человеко-машинные интерфейсы на основе технологий Интернета вещей и онтологического инжиниринга[англ.]. Задачи этого направления сводятся к автоматизации создания осязаемых человеко-машинных интерфейсов путем объединения технологий Интернета вещей и онтологического инжиниринга. Основные результаты, достигнутые исследовательской группой, заключаются в разработке управляемой онтологиями платформы SciVi . Эта платформа автоматизирует генерацию прошивок для микроконтроллеров, создание программных средств визуального мониторинга и калибровки устройств, а также промежуточного программного обеспечения для управления сторонними программно-аппаратными средствами[14][15].
- Нейрокогнитивные исследования и интерфейсы мозг-компьютер. Изучение нейрокогнитивных паттернов активности мозга на стимулы разных модальностей. Разработка системы презентации мультимодальных (зрительных, слуховых и тактильных) стимулов, предназначенной для потребительских (бытовых) и научных нужд[16][17].

Руководитель 8 защищенных кандидатских диссертаций по специальности «Теория языка» в диссертационных советах ПГНИУ, Башкирском и Челябинском университете.
Член редколлегии журнала «Социо- и психолингвистические исследования».

## Избранные научные работы

### Монографии
- Белоусов К. И. Синергетика текста: от структуры к форме: монография. М.: Книжный дом «ЛИБРОКОМ», 2008. 248 с.
- Белоусов К. И. Теория и методология полиструктурного синтеза текста. М.: Флинта : Наука, 2009. 216 с.

### Избранные статьи
- Zelianskaia N. L., Belousov K. I., Galinskaia T. N., Ichkineeva D. A. Naive Geography: Geoconceptology and Topology of Geomental Maps // Heliyon. 2020. Vol. 6. Iss. 12. e05644. https://doi.org/10.1016/j.heliyon.2020.e05644
- Белоусов К. И., Баранов Д. А., Зелянская Н. Л., Пономарев Н. Ф., Рябинин К. В. Когнитивно-информационное моделирование социальной реальности: концепты, события, приоритеты // Вестник Томского государственного университета. Филология. 2021. № 72. С. 5-26. DOI: 10.17223/19986645/72/1
- Сычев О. А., Белоусов К. И., Зелянская Н. Л., Аношкин И. В. Миграционные намерения россиян: связь с идентичностью и моральными основаниями // Психологический журнал. 2021. Т. 42, № 3. С. 61-72. DOI: 10.31857/S020595920015193-8
- Сычев О. А., Белоусов К. И. Связь этики автономии и этики сообщества с представлениями россиян о Родине // Сибирский психологический журнал. 2021. № 80. С. 107—127.
- Belousov K., Labutin I. Social Media User Profiling Based on Genre Extraction // Frontiers in Artificial Intelligence and Applications, 2021. Vol. 340. pp. 356—362. DOI: 10.3233/FAIA210207
- Chumakov R. V., Ryabinin K. V., Belousov K. I., Duan J. Creative Map Studio: A Platform for Visual Analytics of Mental Maps // Scientific Visualization. 2021. Vol 13.2. pp. 79-93. DOI: 10.26583/sv.13.2.06
- Ryabinin K. V., Belousov K. I. Visual Analytics of Gaze Tracks in Virtual Reality Environment // Scientific Visualization. 2021. Vol 13.2. pp. 50-66. DOI: 10.26583/sv.13.2.04
- Ryabinin K., Belousov K., Chumakov R. Ontology-driven data mining platform for fuzzy classification of mental maps // Frontiers in Artificial Intelligence and Applications, 2021. Vol. 340. pp. 363—370. DOI:10.3233/FAIA210208
- Кузнецов А. Е., Сычев О. А., Зелянская Н. Л., Белоусов К. И. Русскоязычная версия шкалы региональной идентичности // Мониторинг общественного мнения: экономические и социальные перемены. 2022. № 1. С. 204—225. https://doi.org/10.14515/monitoring.2022.1.1842
- Сулимов К. А., Сычев О. А., Белоусов К. И. Особенности использования моральной лексики депутатами фракций Государственной Думы: эмпирическая оценка на основе контент-анализа // Вестник Пермского университета. Политология. 2022. № 16(1). С. 58-73. https://doi.org/10.17072/2218-1067-2022-1-58-73.

### Созданные и зарегистрированные программные средства
- Студия креативных карт (CreativeMapsStudio) [программа для ЭВМ] / Чумаков Р. В., Баранов Д. А., Белоусов К. И., Зелянская Н. Л. Федеральная служба по интеллектуальной собственности. Свидетельство о государственной регистрации программы для ЭВМ № 2022613468 от 14.03.2022
- Представления о Родине в соотношении с социально-психологическими особенностями личности [электронный ресурс] : Свидетельство о государственной регистрации базы данных, охраняемой авторскими правами / Белоусов К. И., Зелянская Н. Л., Сычев О. А. М.: Федеральная служба по интеллектуальной собственности. Внесена в реестр баз данных, регистрационный № 2021621914 от 09.09.2021.
- Психологическое профилирование по речевым параметрам [программа для ЭВМ] / И. А. Лабутин, К. И. Белоусов — Федеральная служба по интеллектуальной собственности. Свидетельство о государственной регистрации программы для ЭВМ № 2021664613 от 09.09.2021.
- Информационная система «Семограф» (Semograph) [программа для ЭВМ] / Баранов Д. А., Белоусов К. И. Федеральная служба по интеллектуальной собственности. Свидетельство о государственной регистрации программы для ЭВМ № 2021612104 от 11.02.2021.
- BFI CNN Detector [программа для ЭВМ] / К. И. Белоусов, И. А. Лабутин, С. И. Чуприна — Федеральная служба по интеллектуальной собственности. Свидетельство о государственной регистрации программы для ЭВМ № 2019661827 от 09.09.2019.
- База данных «Речевые и неречевые параметры пользователей социальной сети» [электронный ресурс]: Свидетельство о государственной регистрации базы данных, охраняемой авторскими правами / Баранов Д. А., Белоусов К. И., Боронникова Н. В., Ерофеева Е. В., Зелянская Н. Л., Константинов И. М., Обухова И. А., Руденко Е. С., Русинова И. И., Худякова Е. С. М.: Федеральная служба по интеллектуальной собственности. Внесена в реестр баз данных, регистрационный № 2018621839 от 20.11.2018.

### Созданные интернет-ресурсы
- Информационная система графосемантического моделирования
- Веб-редактор «Студия креативных карт»
- Веб-сайт «Наивная география»

## Иное
Занимается литературным творчеством. Был редактором литературно-художественного альманаха «Бийск», составителем и редактором поэтических сборников; президентом общественной организации «Бийский литературный центр».
Участвовал в многочисленных литературных семинарах. Лауреат Илья-премии 2003 года (Москва, Фонд памяти Ильи Тюрина).